# 1,1,3,3-四甲基胍
四甲基胍是一种有机化合物，分子式为HNC(N(CH3)2)2 。它是无色的液体，由它的共轭酸的高pKa值判断，它是一种强碱。 
它最初由四甲基硫脲通过S-甲基化和胺化进行制备，后来使用碘化氰得到新的制备方法。 

## 用途
四甲基胍主要用作烷基化的强非亲核碱，通常用作价格比较昂贵的DBU和DBN的替代。 由于它的高度水溶性，可以轻易从有机溶剂中去除。其还可以用作聚氨酯生产中的基础催化剂。 